# Retrato de la señora Canals
El Retrato de la señora Canals  o Retrato de Benedetta Bianco es una pintura al óleo sobre tela realizada por Pablo Picasso el año 1905 en París y que forma parte de la colección permanente del Museo Picasso de Barcelona. Está firmado como Picasso en el ángulo superior derecho y se muestra en la sala 9 de dicho museo. Fue adquirido en 1932 de la colección privada de Lluís Plandiura.

## Historia
Este retrato forma parte de la «Colección Plandiura», comprada por la Junta de Museos en 1932. El primer propietario de la obra fue el pintor Ricard Canals.
A partir de la documentación actual, es imposible determinar el año en que Plandiura, gran amigo de Canals, se la compró, pero la fecha se sitúa en un periodo indeterminado entre mayo y junio de 1919 —meses en que la obra fue
presentada en la Exposición de Arte de Barcelona, constando como propietario Ricard Canals— y 1930, año de la publicación del libro de Eugeni d'Ors sobre Picasso, donde aparece citada como de la «Colección Plandiura».

## Descripción

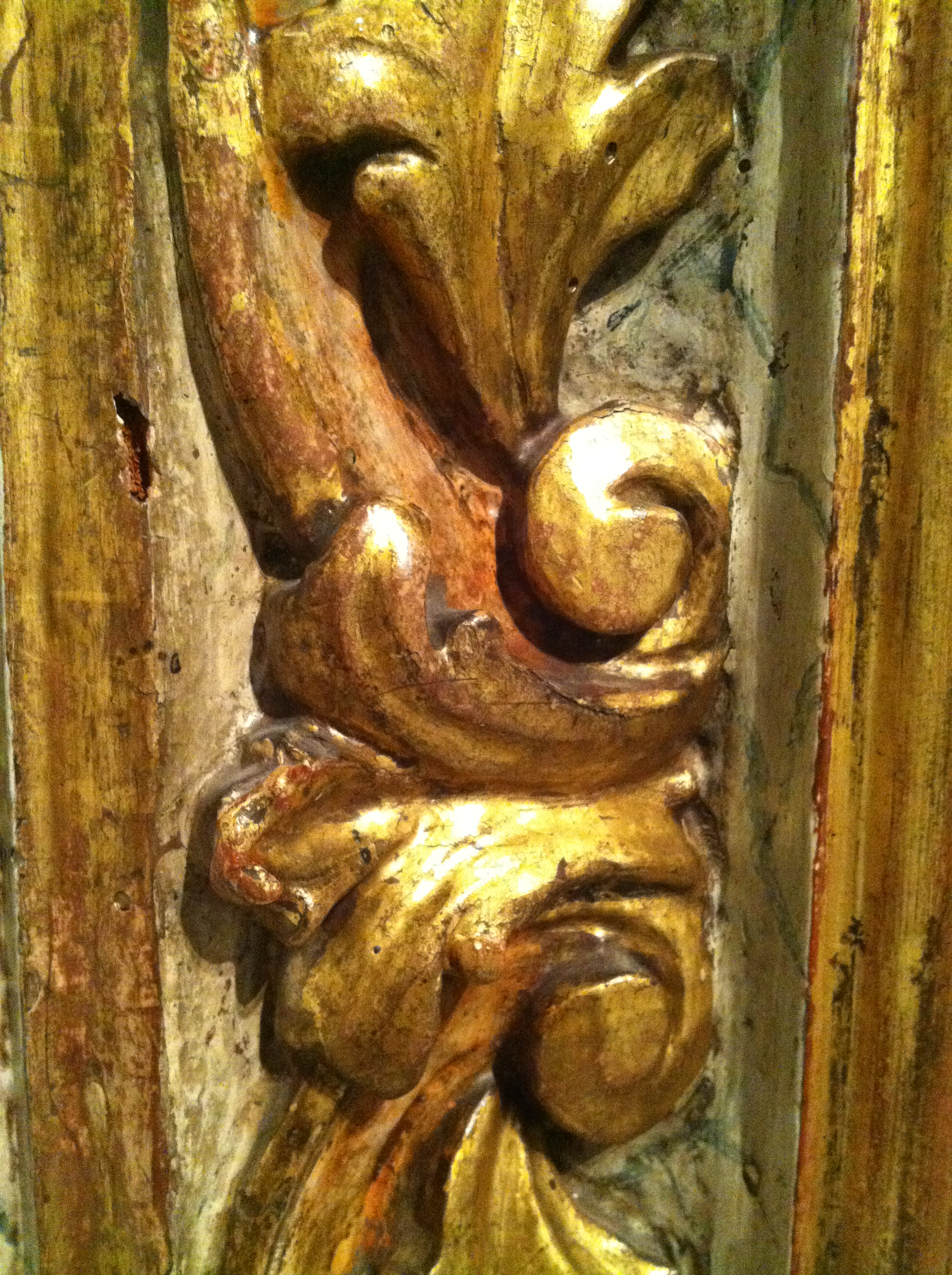
Detalle del marco que conserva la obra.

El Retrato de la señora Canals es un retrato de mujer con mantilla y una flor en el pelo, de rasgos clásicos y de
suavidad en el trazado y el colorido.
El artista centra la atención en el rostro de la modelo, de una blancura resaltada por las mejillas, ligeramente rosadas, enmarcado por una mantilla negra. Los rasgos delicados y definidos del rostro y el cuello destacan su belleza. Los cabellos, de un tono ligeramente rojizo, recogidos en la parte posterior de la cabeza y medio ocultos bajo la mantilla, también potencian la dirección de la mirada del espectador hacia el rostro. Los tonos rosados y ocres están sutilmente presentes en diferentes partes y detalles de la tela, como en el color malva de la flor que decora el peinado, en las mejillas o en el fondo definido por pinceladas anchas y etéreas. Los diversos contrastes cromáticos —el negro de la mantilla, la extensa paleta de ocres y rosados suaves y la gama de verdes del vestido—, junto con un marcado clasicismo, dan a esta obra una profunda serenidad y equilibrio. La figura está inmersa en una atmósfera etérea, bañada por los tonos rosados e irisados propios del nuevo periodo que ha empezado, la París y época rosa, que no tiene la monocromía del periodo precedente, la época azul.
La obra fue pintada en París, en el estudio de la calle Ravignan, número 13, el denominado Bateau-Lavoir. La modelo fue la italiana Benedetta Bianco Coletta (Cervaro, 1870 – Barcelona, 1958), que ya había posado para Degas y Bartholomé, y que en aquellos momentos era la compañera del pintor y grabador catalán Ricard Canals, gran amigo de Picasso. En 1906, se convertiría en la esposa de Canals.
Picasso estaba presente cuando Canals pintó el cuadro Un palco en los toros (París, 1904), para el que posaron Benedetta Bianco y Fernande Olivier. La gracia con que posaba Benedetta impresionó de tal modo al artista, que decidió hacerle este retrato, una personal interpretación en la que sintetiza el recuerdo de la obra de Canals con la idea de presentar a Benedetta a la manera de las tradicionales pinturas de «españolas» —características de la obra de Canals y de otros artistas del momento—, que eran muy bien acogidas por el público francés de la época.

## Época rosa
En 1904, Picasso conoció a Fernande Olivier (con la que compartió su vida hasta 1912). A partir de ese momento,
los tonos rosados predominan en sus obras, y por ello esta época se ha denominado rosa, aunque el color es cada
vez más variado, a base de combinaciones sutiles y delicadas. Los colores son los de la carne y la sensualidad. El cambio de azul a rosa no se refleja únicamente en el color predominante en las telas, sino también en la propia temática: Picasso se inspira, preferentemente, en personajes y escenas de circo, como los arlequines y saltimbanquis.
Como figura, la mujer se convierte en protagonista. En grupo o aislada, es el centro de la composición de una parte importante de los dibujos y los óleos de este periodo, dominado por los colores rosados e irisados. Los personajes han perdido la carga psicológica que pesaba sobre ellos y aparecen en una representación casi escenográfica. Sus cuerpos, «incorpóreos», parecen más libres, más delicados, aunque estén de pie e inmóviles. El Retrato de la señora Canals es un magnífico exponente de este periodo y es la única obra de la época rosa que tiene el museo.